# Oaza Siva
Oaza Siva (arabsk واحة سيوة‎ Wāḥat Sīwah, iz berberščine Siwa; zaščitnik sonca bog Amon-Ra) je oaza v Egiptu, ki leži med Katarsko depresijo in egiptovskim Peščenim morjem v Libijski puščavi, skoraj 50 km vzhodno od libijske meje in 560 km od Kaira. Oaza meri okoli 80 km v dolžino in 20 km v širino in je eno izmed izoliranih puščavskih naseljenih območij v Egiptu, z okoli 23.000 prebivalci, večinoma Berberov, ki govorijo »taSivit«, jezik iz družine berberskih jezikov. Poznana je predvsem zaradi njene zgodovinske vloge, saj je bila Siva dom Amonovega preročišča, ruševine katerega so priljubljena turistična atrakcija. Po njem je imela oaza v preteklosti ime Amonij, iz česar izvira ime snovi amonijak (tega so pridobivali iz kameljih iztrebkov v bližini). Izvor današnjega imena ni povsem pojasnjen.
Glavna dejavnost v moderni Sivi je kmetijstvo, natančneje gojenje datljev in oliv. Obrti, kot so izdelovanje košar, so tudi velikega pomena. Turizem je v zadnjih desetletjih postal bistven vir dohodkov. Veliko pozornosti je bilo namenjene gradnji hotelov z lokalnimi materiali in v lokalnem slogu.